# Základní posádky Mezinárodní vesmírné stanice

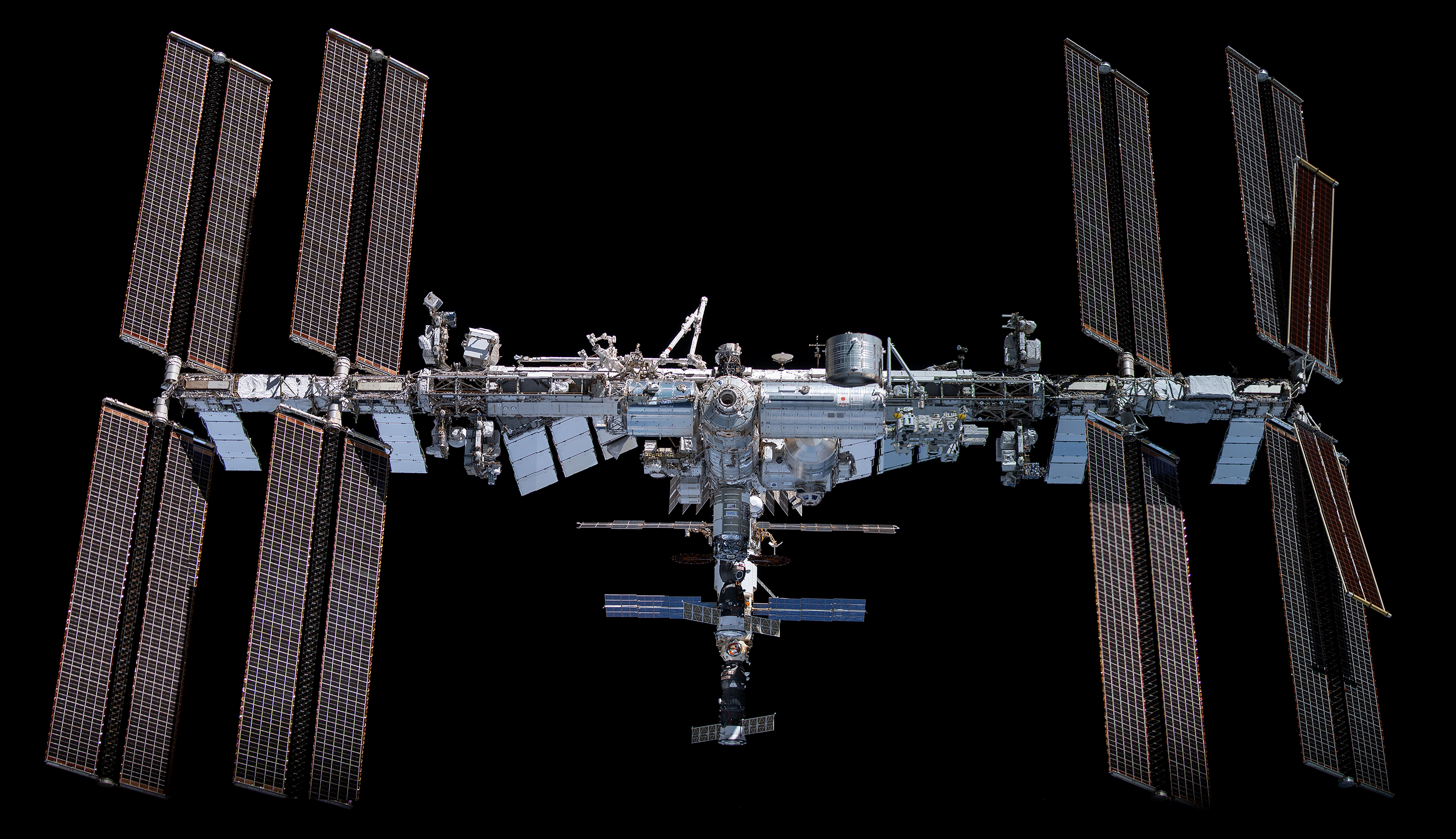
ISS v listopadu 2021

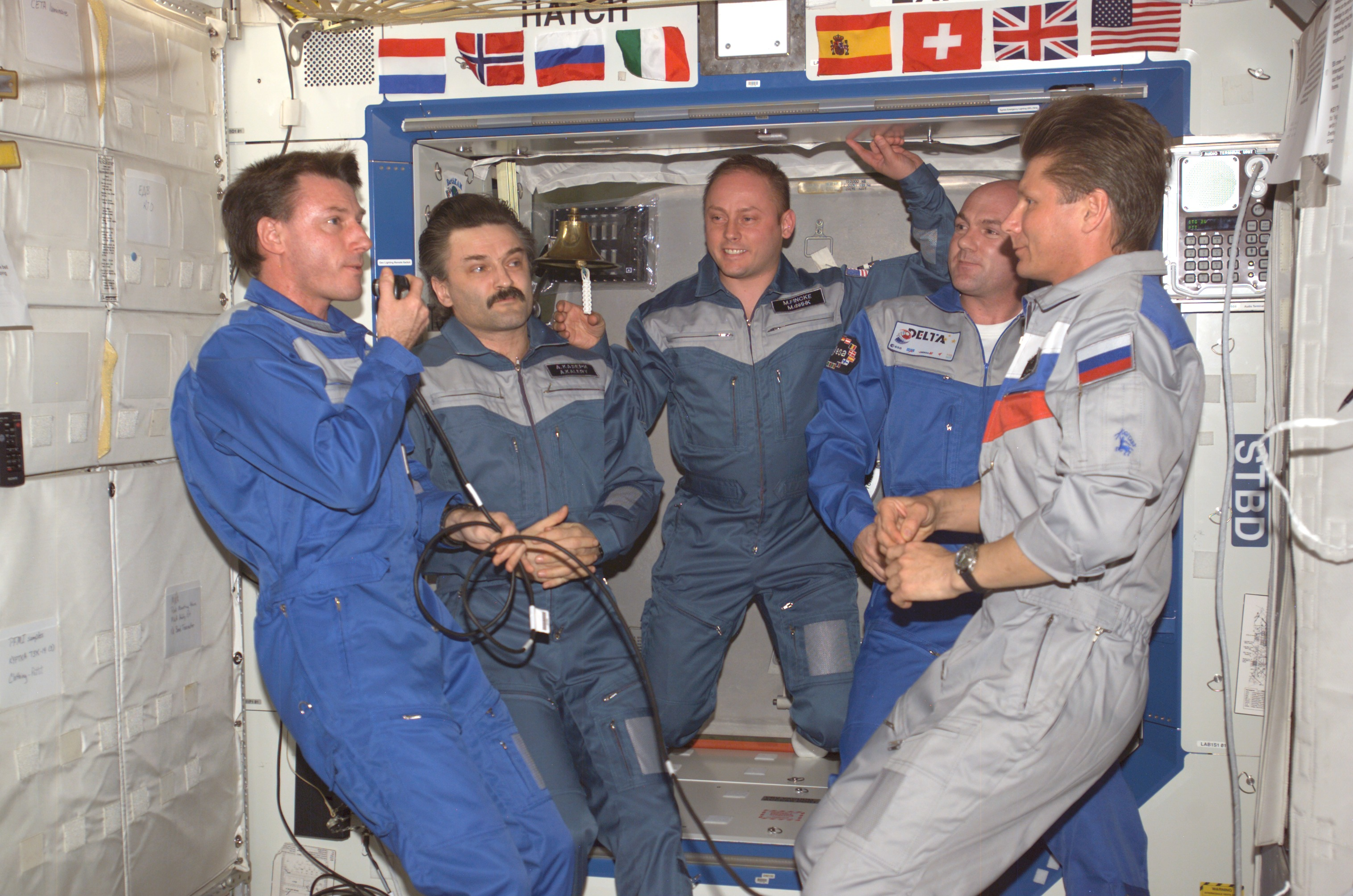
Gennadij Padalka, velitel Expedice 9, 26. dubna 2004 formálně přebírá stanici od Michaela Foaleho, velitele Expedice 8. Zleva: Foale, Alexandr Kaleri, Michael Fincke, André Kuipers a Padalka.

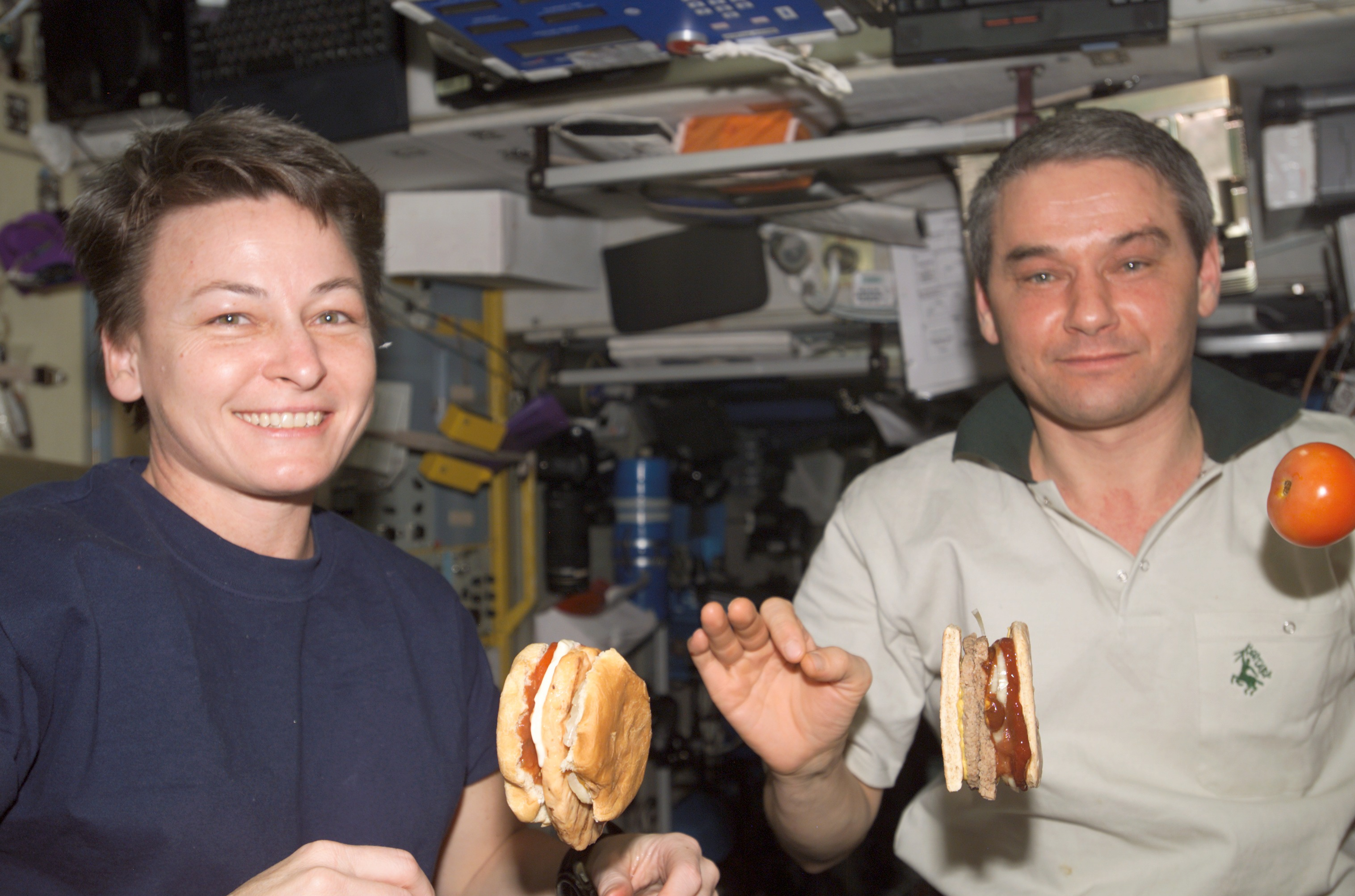
Peggy Whitsonová a Valerij Korzun předvádějí stav beztíže, 12. února 2008

Základní posádky Mezinárodní vesmírné stanice jsou několikačlenné týmy kosmonautů zajišťující trvalé obydlení stanice lidmi. Kosmonauti se střídají obvykle po šesti měsících. Kromě základních posádek na Mezinárodní vesmírnou stanici (ISS) přilétají na krátkodobé pobyty návštěvní posádky loděmi Sojuz a do roku 2011 i raketoplány Space Shuttle.
Místa v posádkách si NASA a Roskosmos dělily paritně (výjimkou bylo období od dubna 2009 do března 2010 s pouze dvojicí ruských kosmonautů ze šesti, resp. pětičlenné posádky). Přičemž podle dvoustranných dohod NASA s japonskou, evropskou a kanadskou kosmickou agenturou mají Japonci, Evropané a Kanaďané nárok na 12,8 %, 8,3 % a 2,3 % z americké poloviny astronautů. První neamerický astronaut zařazený do posádky ISS podle těchto dohod byl Léopold Eyharts v Expedici 16. Roskosmos přepustil ruské místo jiné agentuře pouze v případě německého astronauta ESA Thomase Reitera zařazeného do Expedice 13. Na ruské straně bylo sestavování posádek navíc komplikováno existencí více oddílů kosmonautů. Místa se proto ještě dělila mezi kosmonauty oddílu CPK a oddílu společnosti Eněrgija (roku 2011 většina kosmonautů Eněrgije přešla do oddílu CPK). Počínaje rokem 2017 snížil Roskosmos počet ruských kosmonautů na dva, to jest na třetinu osazenstva stanice.
Obvykle jsou po dohodě zúčastněných stran jmenovány posádky pro několik (5–7) expedic najednou, přičemž nejbližší let je plánován za 10–12 měsíců. Kupříkladu sestavy posádek na období 2009 – listopad 2010 (do Expedice 26), Roskosmos oznámil 21. září 2008 a NASA potvrdila 21. listopadu 2008. Změny a prodloužení rozpisu do prosince 2011 zveřejnila NASA 7. října 2009.
Stanice byla během výstavby krátkodobě navštěvována už od 10. prosince 1998, trvale kosmonauti na ISS pobývají od 2. listopadu 2000. V prvním období osídlení (Expedice 1 až 6) NASA a Roskosmos sestavovaly tříčlenné základní posádky pouze z Rusů a Američanů. Zpočátku pocházel velitel z jedné země a oba další kosmonauti z druhé. Počínaje pátou expedicí bylo toto pravidlo opuštěno. Posádky se střídaly po čtyřech až šesti měsících, dopravovaly je raketoplány Space Shuttle.
V druhém období osídlení (Expedice 7 až 13), po přerušení letů raketoplánů, početnost posádek klesla na dva kosmonauty, vždy Rusa a Američana. Dopravu zajišťovaly lodě Sojuz, výměna probíhala v pravidelných šestiměsíčních intervalech.
Počínaje Expedicí 13 na stanici pracovaly trojice kosmonautů. Dva byli nadále střídáni Sojuzy, vždy přibližně po šesti měsících, výjimečně Michael López-Alegría a Michail Ťurin strávili v kosmu 215 dní. Třetí člen posádky (z americké kvóty) přilétal na palubě raketoplánů Shuttle, jeho délka pobytu na stanici závisela na frekvenci letů raketoplánů a vzhledem k častým odkladům a přesunům kolísala od šesti týdnů po šest měsíců.
Od Expedice 20 jsou posádky ISS šestičlenné (pouze Expedice 22 a 51 byly pětičlenné), kosmonauti se střídají v šestiměsíčních intervalech po trojicích loděmi Sojuz. Koncem září 2012 se zúčastněné strany dohodly na ročním letu v letech 2015/2016. Vybráni pro něj byli ruský kosmonaut Michail Kornijenko a Američan Scott Kelly.
Prvními třiašededesáti expedicemi prošlo 63 amerických a 42 ruských kosmonautů, dále deset Evropanů z ESA (tři Italové, po dvou Němcích a Francouzech, Belgičan, Nizozemec a Brit), šest astronautů z Japonska a tři z Kanady. Z nich pětadvacet kosmonautů absolvovalo dva dlouhodobé pobyty na stanici, Oleg Kotov, Michail Ťurin, Sergej Volkov,Jeffrey Williams, Peggy Whitsonová, Anton Škaplerov, Alexandr Skvorcov, Oleg Skripočka a Anatolij Ivanišin tři a Gennadij Padalka s Jurijem Malenčenkem, Fjodorem Jurčichinem a Olegem Kononěnkem čtyři.
Od října 2020 na ISS pobývala Expedice 64, která zahájila éru sedmičlenných základních expedic díky skutečnosti, že americká strana začala na stanici dopravovat astronauty po čtveřicích kosmickými loděmi Crew Dragon.

## Seznam expedic na ISS
Základní posádky ISS se skládají z velitele (v tabulce uveden na prvním místě a tučně) a jednoho či více palubních inženýrů (pouze Jurij Gidzenko v Expedici 1 a Vladimir Děžurov v Expedici 3 byli piloti). Jednotlivé expedice jsou pojmenovány pouze číselným označením pořadí; posádka první expedice známá jako Expedice 1 se vydala ke stanici 31. října 2000.
Trvání expedic (v řádku pod názvem expedice) je uváděno ode dne přistání na stanici do dne odletu nebo přečíslování.
U vynášející a návratové lodi je v případě amerických raketoplánů uvedeno i označení letu (STS-číslo).

### Proběhlé expedice
| Emblém | Posádka                                                                  | Fotografie posádky | Datum a čas startu               | Vynášející loď               | Datum a čas přistání                                                                                             | Návratová loď | Doba letu |
| --- | ------------------------------------------------------------------------ | --- | -------------------------------- | ---------------------------- | --- | --- | --- |
| Expedice 1 2. listopadu 2000 – 19. března 2001 |                                                                          | |                                  |                              | | | |
| Emblém expedice 1 | William Shepherd Jurij Gidzenko Sergej Krikaljov                         | Krikaljov, Shepherd, Gidzenko                                                                                           | 31. říjen 2000 07:53 UTC         | Sojuz TM-31                  | 21. březen 2001 07:32 UTC                                                                                        | Discovery STS-102                                                                                                | 140 dní, 23 hodin a 39 minut                                                                                     |
| Expedice 2 10. března – 20. srpna 2001 |                                                                          | |                                  |                              | | | |
| Emblém expedice 2 | Jurij Usačov Susan Helmsová James Voss                                   | Voss, Usačov, Helmsová                                                                                                  | 8. březen 2001 11:42 UTC         | Discovery STS-102            | 22. srpen 2001 18:23 UTC                                                                                         | Discovery STS-105                                                                                                | 167 dní, 6 hodin a 41 minut                                                                                      |
| Expedice 3 12. srpna – 15. prosince 2001 |                                                                          | |                                  |                              | | | |
| Emblém expedice 3 | Frank Culbertson Vladimir Děžurov Michail Ťurin                          | Ťurin, Culbertson, Děžurov                                                                                              | 10. srpen 2001 21:10 UTC         | Discovery STS-105            | 17. prosinec 2001 17:55 UTC                                                                                      | Endeavour STS-108                                                                                                | 128 dní, 20 hodin a 45 minut                                                                                     |
| Expedice 4 7. prosince 2001 – 15. června 2002 |                                                                          | |                                  |                              | | | |
| Emblém expedice 4 | Jurij Onufrijenko Daniel Bursch Carl Walz                                | Bursch, Onufrijenko, Walz                                                                                               | 5. prosinec 2001 22:19 UTC       | Endeavour STS-108            | 19. červen 2002 17:58 UTC                                                                                        | Endeavour STS-111                                                                                                | 195 dní, 19 hodin a 38 minut                                                                                     |
| Expedice 5 7. června – 2. prosince 2002 |                                                                          | |                                  |                              | | | |
| Emblém expedice 5 | Valerij Korzun Peggy Whitsonová Sergej Treščov                           | Korzun, Whitsonová, Treščov                                                                                             | 5. červen 2002 21:23 UTC         | Endeavour STS-111            | 7. prosinec 2002 19:37 UTC                                                                                       | Endeavour STS-113                                                                                                | 184 dní, 22 hodin a 14 minut                                                                                     |
| Expedice 6 25. listopadu – 3. května 2003 |                                                                          | |                                  |                              | | | |
| Emblém expedice 6 | Kenneth Bowersox Nikolaj Budarin Donald Pettit                           | Pettit, Bowersox, Budarin                                                                                               | 24. listopad 2002 00:50 UTC      | Endeavour STS-113            | 4. květen 2003 02:04 UTC                                                                                         | Sojuz TMA-1 | 161 dní, 1 hodina a 15 minut                                                                                     |
| Po havárii raketoplánu Columbia 1. února 2003 byly lety raketoplánů pozastaveny až do července 2005. Posádky ISS byly proto omezeny na dva kosmonauty. |                                                                          | |                                  |                              | | | |
| Expedice 7 28. dubna – 27. října 2003 |                                                                          | |                                  |                              | | | |
| Emblém expedice 7 | Jurij Malenčenko Edward Lu                                               | Malenčenko, Lu | 26. duben 2003 03:54 UTC         | Sojuz TMA-2                  | 28. říjen 2003 02:40 UTC                                                                                         | Sojuz TMA-2 | 184 dní, 22 hodin a 46 minut                                                                                     |
| Expedice 8 20. října 2003 – 29. dubna 2004 |                                                                          | |                                  |                              | | | |
| Emblém expedice 8 | Michael Foale Alexandr Kaleri                                            | Kaleri, Foale | 18. říjen 2003 05:38 UTC         | Sojuz TMA-3                  | 30. duben 2004 00:12 UTC                                                                                         | Sojuz TMA-3 | 194 dní, 18 hodin a 34 minut                                                                                     |
| Expedice 9 21. dubna – 23. října 2004 |                                                                          | |                                  |                              | | | |
| Emblém expedice 9 | Gennadij Padalka Michael Fincke                                          | Fincke, Padalka | 19. duben 2004 03:19 UTC         | Sojuz TMA-4                  | 24. říjen 2004 00:36 UTC                                                                                         | Sojuz TMA-4 | 187 dní, 21 hodin a 17 minut                                                                                     |
| Expedice 10 16. října 2004 – 24. dubna 2005 |                                                                          | |                                  |                              | | | |
| Emblém expedice 10 | Leroy Chiao Saližan Šaripov                                              | Chiao, Šaripov | 14. říjen 2004 03:06 UTC         | Sojuz TMA-5                  | 24. duben 2005 22:07 UTC                                                                                         | Sojuz TMA-5 | 192 dní, 19 hodin a 1 minuta                                                                                     |
| Expedice 11 17. dubna – 10. října 2005 |                                                                          | |                                  |                              | | | |
| Emblém expedice 11 | Sergej Krikaljov John Phillips                                           | Krikaljov, Phillips | 15. duben 2005 00:46 UTC         | Sojuz TMA-6                  | 11. říjen 2005 01:09 UTC                                                                                         | Sojuz TMA-6 | 179 dní, 0 hodin a 23 minut                                                                                      |
| Expedice 12 3. října 2005 – 8. dubna 2006 |                                                                          | |                                  |                              | | | |
| Emblém expedice 12 | William McArthur Valerij Tokarev                                         | McArthur, Tokarev | 1. říjen 2005 03:55 UTC          | Sojuz TMA-7                  | 8. duben 2006 23:47 UTC                                                                                          | Sojuz TMA-7 | 189 dní, 19 hodin a 52 minut                                                                                     |
| Po obnovení pravidelných letů raketoplánů byly od července 2006 posádky ISS opět rozšířeny na tři členy.                                               |                                                                          | |                                  |                              | | | |
| Expedice 13 1. dubna – 28. září 2006 |                                                                          | |                                  |                              | | | |
| Emblém expedice 13 | Pavel Vinogradov Jeffrey Williams                                        | Reiter, Vinogradov, Williams                                                                                            | 30. březen 2006 02:30 UTC        | Sojuz TMA-8                  | 28. září 2006 01:13 UTC                                                                                          | Sojuz TMA-8 | 182 dní, 22 hodin a 43 minut                                                                                     |
| Emblém expedice 13 | Thomas Reiter                                                            | Reiter, Vinogradov, Williams                                                                                            | 4. červenec 2006 18:38 UTC       | Discovery STS-121            | přešel do Expedice 14                                                                                            | přešel do Expedice 14                                                                                            | přešel do Expedice 14                                                                                            |
| Expedice 14 20. září 2006 – 21. dubna 2007 |                                                                          | |                                  |                              | | | |
| Emblém expedice 14 | Michael López-Alegría Michail Ťurin                                      | Reiter, López-Alegría, Ťurin · Williamsová, López-Alegría, Ťurin                                                        | 18. září 2006 04:09 UTC          | Sojuz TMA-9                  | 21. duben 2007 12:31 UTC                                                                                         | Sojuz TMA-9 | 215 dní, 8 hodin a 23 minut                                                                                      |
| Emblém expedice 14 | Thomas Reiter                                                            | Reiter, López-Alegría, Ťurin · Williamsová, López-Alegría, Ťurin                                                        | přešel z Expedice 13             | přešel z Expedice 13         | 21. prosinec 2006 22:32 UTC                                                                                      | Discovery STS-116                                                                                                | 171 dní, 3 hodiny a 54 minut                                                                                     |
| Emblém expedice 14 | Sunita Williamsová                                                       | Reiter, López-Alegría, Ťurin · Williamsová, López-Alegría, Ťurin                                                        | 10. prosinec 2006 01:47 UTC      | Discovery STS-116            | přešla do Expedice 15                                                                                            | přešla do Expedice 15                                                                                            | přešla do Expedice 15                                                                                            |
| Expedice 15 9. dubna – 21. října 2007 |                                                                          | |                                  |                              | | | |
| Emblém expedice 15 | Fjodor Jurčichin Oleg Kotov                                              | Williamsová, Jurčichin, Kotov · Anderson, Jurčichin, Kotov                                                              | 7. duben 2007 17:31 UTC          | Sojuz TMA-10                 | 21. říjen 2007 10:36 UTC                                                                                         | Sojuz TMA-10 | 197 dní, 17 hodin a 5 minut                                                                                      |
| Emblém expedice 15 | Sunita Williamsová                                                       | Williamsová, Jurčichin, Kotov · Anderson, Jurčichin, Kotov                                                              | přešla z Expedice 14             | přešla z Expedice 14         | 22. červen 2007 19:49 UTC                                                                                        | Atlantis STS-117                                                                                                 | 194 dní, 18 hodin a 2 minuty                                                                                     |
| Emblém expedice 15 | Clayton Anderson                                                         | Williamsová, Jurčichin, Kotov · Anderson, Jurčichin, Kotov                                                              | 8. červen 2007 23:38 UTC         | Atlantis STS-117             | přešel do Expedice 16                                                                                            | přešel do Expedice 16                                                                                            | přešel do Expedice 16                                                                                            |
| Expedice 16 12. října 2007 – 19. dubna 2008 |                                                                          | |                                  |                              | | | |
| Emblém expedice 16 | Peggy Whitsonová Jurij Malenčenko                                        | Anderson, Malenčenko, Tani, Eyharts, Whitsonová, Reisman                                                                | 10. říjen 2007 13:22 UTC         | Sojuz TMA-11                 | 19. duben 2008 08:30 UTC                                                                                         | Sojuz TMA-11 | 191 dní, 19 hodin a 8 minut                                                                                      |
| Emblém expedice 16 | Clayton Anderson                                                         | Anderson, Malenčenko, Tani, Eyharts, Whitsonová, Reisman                                                                | přešel z Expedice 15             | přešel z Expedice 15         | 7. listopad 2007 18:01 UTC                                                                                       | Discovery STS-120                                                                                                | 151 dní, 18 hodin a 23 minut                                                                                     |
| Emblém expedice 16 | Daniel Tani                                                              | Anderson, Malenčenko, Tani, Eyharts, Whitsonová, Reisman                                                                | 23. říjen 2007 15:38 UTC         | Discovery STS-120            | 20. únor 2008 14:07 UTC                                                                                          | Atlantis STS-122                                                                                                 | 119 dní, 22 hodin a 29 minut                                                                                     |
| Emblém expedice 16 | Léopold Eyharts                                                          | Anderson, Malenčenko, Tani, Eyharts, Whitsonová, Reisman                                                                | 7. únor 2008 19:45 UTC           | Atlantis STS-122             | 27. březen 2008 00:39 UTC                                                                                        | Endeavour STS-123                                                                                                | 48 dní, 4 hodiny a 54 minut                                                                                      |
| Emblém expedice 16 | Garrett Reisman                                                          | Anderson, Malenčenko, Tani, Eyharts, Whitsonová, Reisman                                                                | 11. březen 2008 06:28 UTC        | Endeavour STS-123            | přešel do Expedice 17                                                                                            | přešel do Expedice 17                                                                                            | přešel do Expedice 17                                                                                            |
| Expedice 17 10. dubna 2008 – 24. října 2008 |                                                                          | |                                  |                              | | | |
| Emblém expedice 17 | Sergej Volkov Oleg Kononěnko                                             | Chamitoff, Reisman, Volkov, Kononěnko                                                                                   | 8. duben 2008 11:16 UTC          | Sojuz TMA-12                 | 24. říjen 2008 03:37 UTC                                                                                         | Sojuz TMA-12 | 198 dní, 16 hodin a 21 minut                                                                                     |
| Emblém expedice 17 | Garrett Reisman                                                          | Chamitoff, Reisman, Volkov, Kononěnko                                                                                   | přešel z Expedice 16             | přešel z Expedice 16         | 14. červen 2008 15:15 UTC                                                                                        | Discovery STS-124                                                                                                | 95 dní, 7 hodin a 47 minut                                                                                       |
| Emblém expedice 17 | Gregory Chamitoff                                                        | Chamitoff, Reisman, Volkov, Kononěnko                                                                                   | 31. květen 2008 21:02 UTC        | Discovery STS-124            | přešel do Expedice 18                                                                                            | přešel do Expedice 18                                                                                            | přešel do Expedice 18                                                                                            |
| Expedice 18 14. října 2008 – 8. dubna 2009 |                                                                          | |                                  |                              | | | |
| Emblém expedice 18 | Michael Fincke Jurij Lončakov                                            | Wakata, Fincke, Magnusová, Lončakov, Chamitoff                                                                          | 12. říjen 2008 07:02 UTC         | Sojuz TMA-13                 | 8. duben 2009 7:16 UTC                                                                                           | Sojuz TMA-13 | 178 dní, 0 hodin a 14 minut                                                                                      |
| Emblém expedice 18 | Gregory Chamitoff                                                        | Wakata, Fincke, Magnusová, Lončakov, Chamitoff                                                                          | přešel z Expedice 17             | přešel z Expedice 17         | 30. listopad 2008 21:25 UTC                                                                                      | Endeavour STS-126                                                                                                | 183 dní, 0 hodin a 23 minut                                                                                      |
| Emblém expedice 18 | Sandra Magnusová                                                         | Wakata, Fincke, Magnusová, Lončakov, Chamitoff                                                                          | 15. listopad 2008 00:55 UTC      | Endeavour STS-126            | 28. březen 2009 19:13 UTC                                                                                        | Discovery STS-119                                                                                                | 133 dní, 18 hodin a 18 minut                                                                                     |
| Emblém expedice 18 | Kóiči Wakata                                                             | Wakata, Fincke, Magnusová, Lončakov, Chamitoff                                                                          | 15. březen 2009 23:43 UTC        | Discovery STS-119            | přešel do Expedice 19                                                                                            | přešel do Expedice 19                                                                                            | přešel do Expedice 19                                                                                            |
| Expedice 19 28. března – 29. května 2009 |                                                                          | |                                  |                              | | | |
| Emblém expedice 19 | Gennadij Padalka Michael Barratt                                         | Barratt, Padalka, Wakata                                                                                                | 26. březen 2009 11:49 UTC        | Sojuz TMA-14                 | přešli do Expedice 20                                                                                            | přešli do Expedice 20                                                                                            | přešli do Expedice 20                                                                                            |
| Emblém expedice 19 | Kóiči Wakata                                                             | Barratt, Padalka, Wakata                                                                                                | přešel z Expedice 18             | přešel z Expedice 18         | přešli do Expedice 20                                                                                            | přešli do Expedice 20                                                                                            | přešli do Expedice 20                                                                                            |
| Počínaje příletem Sojuzu TMA-15 jsou posádky ISS rozšířeny na šest kosmonautů.                                                                         |                                                                          | |                                  |                              | | | |
| Expedice 20 29. května – 11. října 2009 |                                                                          | |                                  |                              | | | |
| Emblém expedice 20 | Gennadij Padalka Michael Barratt                                         | Thirsk, De Winne, Barratt, Padalka, Stottová, Romaněnko, Kopra, Wakata                                                  | přešli z Expedice 19             | přešli z Expedice 19         | 11. říjen 2009 4:32 UTC                                                                                          | Sojuz TMA-14 | 198 dní, 16 hodin a 43 minut                                                                                     |
| Emblém expedice 20 | Kóiči Wakata                                                             | Thirsk, De Winne, Barratt, Padalka, Stottová, Romaněnko, Kopra, Wakata                                                  | přešli z Expedice 19             | přešli z Expedice 19         | 31. červenec 2009 16:48 UTC                                                                                      | Endeavour STS-127                                                                                                | 137 dní, 15 hodin a 4 minuty                                                                                     |
| Emblém expedice 20 | Roman Romaněnko Robert Thirsk Frank De Winne                             | Thirsk, De Winne, Barratt, Padalka, Stottová, Romaněnko, Kopra, Wakata                                                  | 27. květen 2009 10:34 UTC        | Sojuz TMA-15                 | přešli do Expedice 21                                                                                            | přešli do Expedice 21                                                                                            | přešli do Expedice 21                                                                                            |
| Emblém expedice 20 | Timothy Kopra                                                            | Thirsk, De Winne, Barratt, Padalka, Stottová, Romaněnko, Kopra, Wakata                                                  | 15. červenec 2009 22:03 UTC      | Endeavour STS-127            | 12. září 2009 0:53 UTC                                                                                           | Discovery STS-128                                                                                                | 58 dní, 2 hodiny a 50 minut                                                                                      |
| Emblém expedice 20 | Nicole Stottová                                                          | Thirsk, De Winne, Barratt, Padalka, Stottová, Romaněnko, Kopra, Wakata                                                  | 29. srpen 2009 3:59 UTC          | Discovery STS-128            | přešla do Expedice 21                                                                                            | přešla do Expedice 21                                                                                            | přešla do Expedice 21                                                                                            |
| Expedice 21 11. října – 1. prosince 2009 |                                                                          | |                                  |                              | | | |
| Emblém expedice 21 | Frank De Winne Roman Romaněnko Robert Thirsk                             | Surajev, Stottová, Williams, De Winne, Thirsk, Romaněnko                                                                | přešli z Expedice 20             | přešli z Expedice 20         | 1. prosinec 2009 7:16 UTC                                                                                        | Sojuz TMA-15 | 187 dní, 20 hodin a 41 minut                                                                                     |
| Emblém expedice 21 | Nicole Stottová                                                          | Surajev, Stottová, Williams, De Winne, Thirsk, Romaněnko                                                                | přešli z Expedice 20             | přešli z Expedice 20         | 27. listopad 2009 14:44 UTC                                                                                      | Atlantis STS-129                                                                                                 | 90 dní, 10 hodin a 45 minut                                                                                      |
| Emblém expedice 21 | Jeffrey Williams Maxim Surajev                                           | Surajev, Stottová, Williams, De Winne, Thirsk, Romaněnko                                                                | 30. září 2009 7:15 UTC           | Sojuz TMA-16                 | přešli do Expedice 22                                                                                            | přešli do Expedice 22                                                                                            | přešli do Expedice 22                                                                                            |
| Expedice 22 byla pouze pětičlenná. |                                                                          | |                                  |                              | | | |
| Expedice 22 1. prosince 2009 – 18. března 2010 |                                                                          | |                                  |                              | | | |
| Emblém expedice 22 | Jeffrey Williams Maxim Surajev                                           | Creamer, Williams, Surajev, Kotov, Noguči                                                                               | přešli z Expedice 21             | přešli z Expedice 21         | 18. březen 2010 11:24 UTC                                                                                        | Sojuz TMA-16 | 169 dní, 4 hodiny a 9 minut                                                                                      |
| Emblém expedice 22 | Oleg Kotov Sóiči Noguči Timothy Creamer                                  | Creamer, Williams, Surajev, Kotov, Noguči                                                                               | 20. prosinec 2009 21:52 UTC      | Sojuz TMA-17                 | přešli do Expedice 23                                                                                            | přešli do Expedice 23                                                                                            | přešli do Expedice 23                                                                                            |
| Expedice 23 18. března – 2. června 2010 |                                                                          | |                                  |                              | | | |
| Emblém expedice 23 | Oleg Kotov Sóiči Noguči Timothy Creamer                                  | Kornijenko, Caldwellová, Skvorcov, Kotov, Creamer, Noguči                                                               | přešli z Expedice 22             | přešli z Expedice 22         | 2. červen 2010 03:25 UTC                                                                                         | Sojuz TMA-17 | 163 dní, 5 hodin a 33 minut                                                                                      |
| Emblém expedice 23 | Alexandr Skvorcov Michail Kornijenko Tracy Caldwellová                   | Kornijenko, Caldwellová, Skvorcov, Kotov, Creamer, Noguči                                                               | 2. duben 2010 04:04 UTC          | Sojuz TMA-18                 | přešli do Expedice 24                                                                                            | přešli do Expedice 24                                                                                            | přešli do Expedice 24                                                                                            |
| Expedice 24 2. června – 25. září 2010 |                                                                          | |                                  |                              | | | |
| Emblém expedice 24 | Alexandr Skvorcov Michail Kornijenko Tracy Caldwellová                   | Kornijenko, Skvorcov, Caldwellová, Walkerová, Wheelock, Jurčichin                                                       | přešli z Expedice 23             | přešli z Expedice 23         | 25. září 2010 05:23 UTC                                                                                          | Sojuz TMA-18 | 176 dní, 1 hodina a 19 minut                                                                                     |
| Emblém expedice 24 | Fjodor Jurčichin Shannon Walkerová Douglas Wheelock                      | Kornijenko, Skvorcov, Caldwellová, Walkerová, Wheelock, Jurčichin                                                       | 15. červen 2010 21:35 UTC        | Sojuz TMA-19                 | přešli do Expedice 25                                                                                            | přešli do Expedice 25                                                                                            | přešli do Expedice 25                                                                                            |
| Expedice 25 25. září – 26. listopadu 2010 |                                                                          | |                                  |                              | | | |
| Emblém expedice 25 | Douglas Wheelock Fjodor Jurčichin Shannon Walkerová                      | Skripočka, Kaleri, Kelly, Wheelock, Walkerová, Jurčichin                                                                | přešli z Expedice 24             | přešli z Expedice 24         | 26. listopad 2010 4:46 UTC                                                                                       | Sojuz TMA-19 | 163 dní, 7 hodin a 11 minut                                                                                      |
| Emblém expedice 25 | Alexandr Kaleri Oleg Skripočka Scott Kelly                               | Skripočka, Kaleri, Kelly, Wheelock, Walkerová, Jurčichin                                                                | 8. říjen 2010 23:11 UTC          | Sojuz TMA-01M                | přešli do Expedice 26                                                                                            | přešli do Expedice 26                                                                                            | přešli do Expedice 26                                                                                            |
| Expedice 26 26. listopadu 2010 – 16. března 2011 |                                                                          | |                                  |                              | | | |
| Emblém expedice 26 | Scott Kelly Alexandr Kaleri Oleg Skripočka                               | Zleva Skripočka, Kaleri, Kondratěv, Nespoli, Colemanová, Kelly                                                          | přešli z Expedice 25             | přešli z Expedice 25         | 16. březen 2011 7:54 UTC                                                                                         | Sojuz TMA-01M | 159 dní, 8 hodin a 43 minut                                                                                      |
| Emblém expedice 26 | Dmitrij Kondraťjev Paolo Nespoli Catherine Colemanová                    | Zleva Skripočka, Kaleri, Kondratěv, Nespoli, Colemanová, Kelly                                                          | 15. prosinec 2010 19:09 UTC      | Sojuz TMA-20                 | přešli do Expedice 27                                                                                            | přešli do Expedice 27                                                                                            | přešli do Expedice 27                                                                                            |
| Expedice 27 16. března – 23. května 2011 |                                                                          | |                                  |                              | | | |
| Emblém expedice 27 | Dmitrij Kondraťjev Paolo Nespoli Catherine Colemanová                    | Zleva Garan, Nespoli, Samokuťajev, Colemanová, Borisenko, Kondratěv                                                     | přešli z Expedice 26             | přešli z Expedice 26         | 24. květen 2011 2:27 UTC                                                                                         | Sojuz TMA-20 | 159 dní, 7 hodin a 18 minut                                                                                      |
| Emblém expedice 27 | Alexandr Samokuťajev Andrej Borisenko Ronald Garan                       | Zleva Garan, Nespoli, Samokuťajev, Colemanová, Borisenko, Kondratěv                                                     | 4. duben 2011 22:18 UTC          | Sojuz TMA-21                 | přešli do Expedice 28                                                                                            | přešli do Expedice 28                                                                                            | přešli do Expedice 28                                                                                            |
| Expedice 28 23. května – 16. září 2011 |                                                                          | |                                  |                              | | | |
| Emblém expedice 28 | Andrej Borisenko Alexandr Samokuťajev Ronald Garan                       | Zleva Furukawa, Fossum, Garan, Samokuťajev, Volkov, Borisenko                                                           | přešli z Expedice 27             | přešli z Expedice 27         | 16. září 2011 4:00 UTC                                                                                           | Sojuz TMA-21 | 164 dní, 5 hodin a 41 minut                                                                                      |
| Emblém expedice 28 | Sergej Volkov Satoši Furukawa Michael Fossum                             | Zleva Furukawa, Fossum, Garan, Samokuťajev, Volkov, Borisenko                                                           | 7. červen 2011 20:12 UTC         | Sojuz TMA-02M                | přešli do Expedice 29                                                                                            | přešli do Expedice 29                                                                                            | přešli do Expedice 29                                                                                            |
| Expedice 29 16. září – 22. listopadu 2011 |                                                                          | |                                  |                              | | | |
| Emblém expedice 29 | Michael Fossum Sergej Volkov Satoši Furukawa                             | Zleva Furukawa, Fossum, Volkov, Ivanišin, Burbank, Škaplerov                                                            | přešli z Expedice 28             | přešli z Expedice 28         | 22. listopad 2011 2:25 UTC                                                                                       | Sojuz TMA-02M | 167 dní, 6 hodin a 13 minut                                                                                      |
| Emblém expedice 29 | Anton Škaplerov Anatolij Ivanišin Daniel Burbank                         | Zleva Furukawa, Fossum, Volkov, Ivanišin, Burbank, Škaplerov                                                            | 14. listopad 2011 4:14 UTC       | Sojuz TMA-22                 | přešli do Expedice 30                                                                                            | přešli do Expedice 30                                                                                            | přešli do Expedice 30                                                                                            |
| Expedice 30 21. listopadu 2011 – 27. dubna 2012 |                                                                          | |                                  |                              | | | |
| Emblém expedice 30 | Daniel Burbank Anton Škaplerov Anatolij Ivanišin                         | Zleva Škaplerov, Burbank, Ivanišin, Kuipers, Kononěnko a Pettit                                                         | přešli z Expedice 29             | přešli z Expedice 29         | 27. duben 2012 11:45 UTC                                                                                         | Sojuz TMA-22 | 165 dní, 7 hodin a 31 minut                                                                                      |
| Emblém expedice 30 | Oleg Kononěnko André Kuipers Donald Pettit                               | Zleva Škaplerov, Burbank, Ivanišin, Kuipers, Kononěnko a Pettit                                                         | 21. prosinec 2011 13:16 UTC      | Sojuz TMA-03M                | přešli do Expedice 31                                                                                            | přešli do Expedice 31                                                                                            | přešli do Expedice 31                                                                                            |
| Expedice 31 27. dubna – 1. července 2012 |                                                                          | |                                  |                              | | | |
| Emblém expedice 31 | Oleg Kononěnko André Kuipers Donald Pettit                               | Zleva Acabá, Padalka, Revin, Kuipers, Kononěnko a Pettit                                                                | přešli z Expedice 30             | přešli z Expedice 30         | 1. červenec 2012                                                                                                 | Sojuz TMA-03M | 192 dní, 18 hodin a 58 minut                                                                                     |
| Emblém expedice 31 | Gennadij Padalka Sergej Revin Joseph Acabá                               | Zleva Acabá, Padalka, Revin, Kuipers, Kononěnko a Pettit                                                                | 15. květen 2012 03:01 UTC        | Sojuz TMA-04M                | přešli do Expedice 32                                                                                            | přešli do Expedice 32                                                                                            | přešli do Expedice 32                                                                                            |
| Expedice 32 1. července – 16. září 2012 |                                                                          | |                                  |                              | | | |
| Emblém expedice 32 | Gennadij Padalka Sergej Revin Joseph Acabá                               | Zleva Hošide, Malenčenko, Williamsová, Acabá, Padalka a Revin                                                           | přešli z Expedice 31             | přešli z Expedice 31         | 17. září 2012 02:53 UTC                                                                                          | Sojuz TMA-04M | 124 dní, 23 hodin a 52 minut                                                                                     |
| Emblém expedice 32 | Jurij Malenčenko Sunita Williamsová Akihiko Hošide                       | Zleva Hošide, Malenčenko, Williamsová, Acabá, Padalka a Revin                                                           | 15. červenec 2012 02:40 UTC      | Sojuz TMA-05M                | přešli do Expedice 33                                                                                            | přešli do Expedice 33                                                                                            | přešli do Expedice 33                                                                                            |
| Expedice 33 16. září – 18. listopadu 2012 |                                                                          | |                                  |                              | | | |
| Emblém expedice 33 | Sunita Williamsová Jurij Malenčenko Akihiko Hošide                       | Zleva Williamsová, Malenčenko, Hošide, Tarelkin, Novickij a Ford                                                        | přešli z Expedice 32             | přešli z Expedice 32         | 19. listopad 2012 01:54 UTC                                                                                      | Sojuz TMA-05M | 126 dní, 23 hodin a 13 minut                                                                                     |
| Emblém expedice 33 | Oleg Novickij Jevgenij Tarelkin Kevin Ford                               | Zleva Williamsová, Malenčenko, Hošide, Tarelkin, Novickij a Ford                                                        | 15. říjen 2012                   | Sojuz TMA-06M                | přešli do Expedice 34                                                                                            | přešli do Expedice 34                                                                                            | přešli do Expedice 34                                                                                            |
| Expedice 34 18. listopadu 2012 – 15. března 2013 |                                                                          | |                                  |                              | | | |
| Emblém expedice 34 | Kevin Ford Oleg Novickij Jevgenij Tarelkin                               | Zleva Novickij, Ford, Tarelkin, Romaněnko, Marshburn, Hadfield                                                          | přešli z Expedice 33             | přešli z Expedice 33         | 16. březen 2013 03:08 UTC                                                                                        | Sojuz TMA-06M | 143 dní, 16 hodin a 14 minut                                                                                     |
| Emblém expedice 34 | Roman Romaněnko Christopher Hadfield Thomas Marshburn                    | Zleva Novickij, Ford, Tarelkin, Romaněnko, Marshburn, Hadfield                                                          | 19. prosinec 2012 12:13 UTC      | Sojuz TMA-07M                | přešli do Expedice 35                                                                                            | přešli do Expedice 35                                                                                            | přešli do Expedice 35                                                                                            |
| Expedice 35 15. března 2013 – 13. května 2013 |                                                                          | |                                  |                              | | | |
| Emblém expedice 35 | Christopher Hadfield Roman Romaněnko Thomas Marshburn                    | Zleva Misurkin, Vinogradov, Cassidy, Romanenko, Hadfield a Marshburn                                                    | přešli z Expedice 34             | přešli z Expedice 34         | 14. květen 2013 2:31 UTC                                                                                         | Sojuz TMA-07M | 145 dní, 14 hodin a 18 minut                                                                                     |
| Emblém expedice 35 | Pavel Vinogradov Alexandr Misurkin Christopher Cassidy                   | Zleva Misurkin, Vinogradov, Cassidy, Romanenko, Hadfield a Marshburn                                                    | 28. březen 2013 20:43 UTC        | Sojuz TMA-08M                | přešli do Expedice 36                                                                                            | přešli do Expedice 36                                                                                            | přešli do Expedice 36                                                                                            |
| Expedice 36 13. května – 10. září 2013 |                                                                          | |                                  |                              | | | |
| Emblém expedice 36 | Pavel Vinogradov Alexandr Misurkin Christopher Cassidy                   | Zleva Misurkin, Vinogradov, Cassidy, Parmitano, Jurčichin a Nybergová                                                   | přešli z Expedice 35             | přešli z Expedice 35         | 11. září 2013 02:28 UTC                                                                                          | Sojuz TMA-08M | 166 dní, 6 hodin a 15 minut                                                                                      |
| Emblém expedice 36 | Fjodor Jurčichin Luca Parmitano Karen Nybergová                          | Zleva Misurkin, Vinogradov, Cassidy, Parmitano, Jurčichin a Nybergová                                                   | 28. květen 2013 20:31 UTC        | Sojuz TMA-09M                | přešli do Expedice 37                                                                                            | přešli do Expedice 37                                                                                            | přešli do Expedice 37                                                                                            |
| Expedice 37 10. září – 10. listopadu 2013 |                                                                          | |                                  |                              | | | |
| Emblém expedice 37 | Fjodor Jurčichin Luca Parmitano Karen Nybergová                          | Zleva Nybergová, Jurčichin, Parmitano, Hopkins, Kotov a Rjazanskij                                                      | přešli z Expedice 36             | přešli z Expedice 36         | 11. listopad 2013 02:49 UTC                                                                                      | Sojuz TMA-09M | 166 dní, 6 hodin a 18 minut                                                                                      |
| Emblém expedice 37 | Oleg Kotov Sergej Rjazanskij Michael Hopkins                             | Zleva Nybergová, Jurčichin, Parmitano, Hopkins, Kotov a Rjazanskij                                                      | 25. září 2013 20:59 UTC          | Sojuz TMA-10M                | přešli do Expedice 38                                                                                            | přešli do Expedice 38                                                                                            | přešli do Expedice 38                                                                                            |
| Expedice 38 10. listopadu 2013 – 11. března 2014 |                                                                          | |                                  |                              | | | |
| Emblém expedice 38 | Oleg Kotov Sergej Rjazanskij Michael Hopkins                             | Zleva Ťurin, Wakata, Mastracchio, Rjazanskij, Kotov a Hopkins                                                           | přešli z Expedice 37             | přešli z Expedice 37         | 11. březen 2014 3:24 UTC                                                                                         | Sojuz TMA-10M | 166 dní, 6 hodin a 25 minut                                                                                      |
| Emblém expedice 38 | Michail Ťurin Richard Mastracchio Kóiči Wakata                           | Zleva Ťurin, Wakata, Mastracchio, Rjazanskij, Kotov a Hopkins                                                           | 7. listopad 2013 04:14 UTC       | Sojuz TMA-11M                | přešli do Expedice 39                                                                                            | přešli do Expedice 39                                                                                            | přešli do Expedice 39                                                                                            |
| Expedice 39 11. března – 13. května 2014 |                                                                          | |                                  |                              | | | |
| Emblém expedice 39 | Kóiči Wakata Michail Ťurin Richard Mastracchio                           | Zleva Artěmjev, Swanson, Skvorcov, Ťurin, Wakata a Mastracchio                                                          | přešli z Expedice 38             | přešli z Expedice 38         | 14. květen 2014 01:58 UTC                                                                                        | Sojuz TMA-11M | 187 dní, 21 hodin a 44 minut                                                                                     |
| Emblém expedice 39 | Alexandr Skvorcov Oleg Artěmjev Steven Swanson                           | Zleva Artěmjev, Swanson, Skvorcov, Ťurin, Wakata a Mastracchio                                                          | 25. březen 2014 21:17 UTC        | Sojuz TMA-12M                | přešli do Expedice 40                                                                                            | přešli do Expedice 40                                                                                            | přešli do Expedice 40                                                                                            |
| Expedice 40 13. května – 10. září 2014 |                                                                          | |                                  |                              | | | |
| Emblém expedice 40 | Steven Swanson Alexandr Skvorcov Oleg Artěmjev                           | Zleva Skvorcov, Swanson, Artěmjev, Gerst, Surajev a Wiseman                                                             | přešli z Expedice 39             | přešli z Expedice 39         | 11. září 2014 02:23 UTC                                                                                          | Sojuz TMA-12M | 169 dní, 5 hodin a 6 minut                                                                                       |
| Emblém expedice 40 | Maxim Surajev Gregory Wiseman Alexander Gerst                            | Zleva Skvorcov, Swanson, Artěmjev, Gerst, Surajev a Wiseman                                                             | 28. květen 2014 19:57:42 UTC     | Sojuz TMA-13M                | přešli do Expedice 41                                                                                            | přešli do Expedice 41                                                                                            | přešli do Expedice 41                                                                                            |
| Expedice 41 10. září – 10. listopadu 2014 |                                                                          | |                                  |                              | | | |
| Emblém expedice 41 | Maxim Surajev Gregory Wiseman Alexander Gerst                            | Zleva Wiseman, Gerst, Surajev, Wilmore, Samokuťajev a Serovová                                                          | přešli z Expedice 40             | přešli z Expedice 40         | 10. listopad 2014 03:59 UTC                                                                                      | Sojuz TMA-13M | 165 dní, 8 hodin a 1 minuta                                                                                      |
| Emblém expedice 41 | Alexandr Samokuťajev Jelena Serovová Barry Wilmore                       | Zleva Wiseman, Gerst, Surajev, Wilmore, Samokuťajev a Serovová                                                          | 25. září 2014 20:25 UTC          | Sojuz TMA-14M                | přešli do Expedice 42                                                                                            | přešli do Expedice 42                                                                                            | přešli do Expedice 42                                                                                            |
| Expedice 42 10. listopadu 2014 – 11. března 2015 |                                                                          | |                                  |                              | | | |
| Emblém expedice 42 | Barry Wilmore Alexandr Samokuťajev Jelena Serovová                       | Zleva Serovová, Wilmore, Samokuťajev, Škaplerov, Virts a Cristoforettiová                                               | přešli z Expedice 41             | přešli z Expedice 41         | 12. březen 2015 02:07 UTC                                                                                        | Sojuz TMA-14M | 167 dní, 5 hodin a 42 minut                                                                                      |
| Emblém expedice 42 | Anton Škaplerov Samantha Cristoforettiová Terry Virts                    | Zleva Serovová, Wilmore, Samokuťajev, Škaplerov, Virts a Cristoforettiová                                               | 23. listopadu 2014 21:01 UTC     | Sojuz TMA-15M                | přešli do Expedice 43                                                                                            | přešli do Expedice 43                                                                                            | přešli do Expedice 43                                                                                            |
| Expedice 43 11. března – 11. června 2015 |                                                                          | |                                  |                              | | | |
| Emblém expedice 43 | Terry Virts Anton Škaplerov Samantha Cristoforettiová                    | Zleva Padalka, Kelly, Škaplerov, Cristoforettiová, Kornijenko a Virts                                                   | přešli z Expedice 42             | přešli z Expedice 42         | 11. června 2015 13:44 UTC                                                                                        | Sojuz TMA-15M | 199 dní, 16 hodin a 43 minut                                                                                     |
| Emblém expedice 43 | Gennadij Padalka Michail Kornijenko Scott Kelly                          | Zleva Padalka, Kelly, Škaplerov, Cristoforettiová, Kornijenko a Virts                                                   | 27. březen 2015 19:42 UTC        | Sojuz TMA-16M                | přešli do Expedice 44                                                                                            | přešli do Expedice 44                                                                                            | přešli do Expedice 44                                                                                            |
| Expedice 44 11. června – 11. září 2015 |                                                                          | |                                  |                              | | | |
| Emblém expedice 44 | Gennadij Padalka                                                         | Zleva Lindgren, Kononěnko, Jui, Kelly, Padalka a Kornijenko                                                             | přešli z Expedice 43             | přešli z Expedice 43         | 12. září 2015 00:51 UTC                                                                                          | Sojuz TMA-16M | 168 dní, 5 hodin a 8 minut                                                                                       |
| Emblém expedice 44 | Michail Kornijenko Scott Kelly                                           | Zleva Lindgren, Kononěnko, Jui, Kelly, Padalka a Kornijenko                                                             | přešli z Expedice 43             | přešli z Expedice 43         | přešli do Expedice 45                                                                                            | přešli do Expedice 45                                                                                            | přešli do Expedice 45                                                                                            |
| Emblém expedice 44 | Oleg Kononěnko Kimija Jui Kjell Lindgren                                 | Zleva Lindgren, Kononěnko, Jui, Kelly, Padalka a Kornijenko                                                             | 22. červenec 2015 21:02 UTC      | Sojuz TMA-17M                | přešli do Expedice 45                                                                                            | přešli do Expedice 45                                                                                            | přešli do Expedice 45                                                                                            |
| Expedice 45 11. září – 11. prosince 2015 |                                                                          | |                                  |                              | | | |
| Emblém expedice 45 | Scott Kelly Michail Kornijenko                                           | Zleva Scott Kelly, Sergej Volkov, Michail Kornijenko, Kjell Lindgren, Oleg Kononěnko a Kimija Jui                       | přešli z Expedice 44             | přešli z Expedice 44         | přešli do Expedice 46                                                                                            | přešli do Expedice 46                                                                                            | přešli do Expedice 46                                                                                            |
| Emblém expedice 45 | Oleg Kononěnko Kimija Jui Kjell Lindgren                                 | Zleva Scott Kelly, Sergej Volkov, Michail Kornijenko, Kjell Lindgren, Oleg Kononěnko a Kimija Jui                       | přešli z Expedice 44             | přešli z Expedice 44         | 11. prosinec 2015 13:12 UTC                                                                                      | Sojuz TMA-17M | 141 dní, 16 hodin a 10 minut                                                                                     |
| Emblém expedice 45 | Sergej Volkov                                                            | Zleva Scott Kelly, Sergej Volkov, Michail Kornijenko, Kjell Lindgren, Oleg Kononěnko a Kimija Jui                       | 2. září 2015 4:37 UTC            | Sojuz TMA-18M                | přešel do Expedice 46                                                                                            | přešel do Expedice 46                                                                                            | přešel do Expedice 46                                                                                            |
| Expedice 46 11. prosince 2015 – 2. března 2016 |                                                                          | |                                  |                              | | | |
| Emblém expedice 46 | Scott Kelly Michail Kornijenko                                           | Zleva Scott Kelly, Sergej Volkov, Michail Kornijenko, Timothy Kopra, Timothy Peake a Jurij Malenčenko                   | přešli z Expedice 45             | přešli z Expedice 45         | 2. březen 2016 04:25 UTC                                                                                         | Sojuz TMA-18M | 340 dní, 8 hodin a 43 minut                                                                                      |
| Emblém expedice 46 | Sergej Volkov                                                            | Zleva Scott Kelly, Sergej Volkov, Michail Kornijenko, Timothy Kopra, Timothy Peake a Jurij Malenčenko                   | přešli z Expedice 45             | přešli z Expedice 45         | 2. březen 2016 04:25 UTC                                                                                         | Sojuz TMA-18M | 181 dní, 23 hodin a 48 minut                                                                                     |
| Emblém expedice 46 | Jurij Malenčenko Timothy Peake Timothy Kopra                             | Zleva Scott Kelly, Sergej Volkov, Michail Kornijenko, Timothy Kopra, Timothy Peake a Jurij Malenčenko                   | 15. prosinec 2015 11:03 UTC      | Sojuz TMA-19M                | přešli do Expedice 47                                                                                            | přešli do Expedice 47                                                                                            | přešli do Expedice 47                                                                                            |
| Expedice 47 2. března – 18. června 2016 |                                                                          | |                                  |                              | | | |
| Emblém expedice 47 | Timothy Kopra Jurij Malenčenko Timothy Peake                             | Zleva Oleg Skripočka, Jeffrey Williams, Alexej Ovčinin, Timothy Peake, Timothy Kopra a Jurij Malenčenko                 | přešli z Expedice 46             | přešli z Expedice 46         | 18. červen 2016 09:15 UTC                                                                                        | Sojuz TMA-19M | 185 dní, 22 hodin a 11 minut                                                                                     |
| Emblém expedice 47 | Alexej Ovčinin Oleg Skripočka Jeffrey Williams                           | Zleva Oleg Skripočka, Jeffrey Williams, Alexej Ovčinin, Timothy Peake, Timothy Kopra a Jurij Malenčenko                 | 18. březen 2016 21:26 UTC        | Sojuz TMA-20M                | přešli do Expedice 48                                                                                            | přešli do Expedice 48                                                                                            | přešli do Expedice 48                                                                                            |
| Expedice 48 18. června – 6. září 2016 |                                                                          | |                                  |                              | | | |
| Emblém expedice 48 | Jeffrey Williams Alexej Ovčinin Oleg Skripočka                           | Zleva Oleg Skripočka, Jeff Williams, Alexej Ovčinin, Takuja Óniši, Anatolij Ivanišin a Kate Rubinsová                   | přešli z Expedice 47             | přešli z Expedice 47         | 7. září 2016 01:14 UTC                                                                                           | Sojuz TMA-20M | 172 dní, 3 hodiny a 47 minut                                                                                     |
| Emblém expedice 48 | Anatolij Ivanišin Takuja Óniši Kathleen Rubinsová                        | Zleva Oleg Skripočka, Jeff Williams, Alexej Ovčinin, Takuja Óniši, Anatolij Ivanišin a Kate Rubinsová                   | 7. července 2016 01:37 UTC       | Sojuz MS-01                  | přešli do Expedice 49                                                                                            | přešli do Expedice 49                                                                                            | přešli do Expedice 49                                                                                            |
| Expedice 49 6. září – 30. října 2016 |                                                                          | |                                  |                              | | | |
| Emblém expedice 49 | Anatolij Ivanišin Takuja Óniši Kathleen Rubinsová                        | Zleva Sergej Ryžikov, Robert Kimbrough, Andrej Borisenko, Kate Rubinsová, Anatolij Ivanišin a Takuja Óniši              | přešli z Expedice 48             | přešli z Expedice 48         | 30. října 2016 03:58 UTC                                                                                         | Sojuz MS-01 | 115 dní, 2 hodiny a 21 minut                                                                                     |
| Emblém expedice 49 | Sergej Ryžikov Andrej Borisenko Robert Kimbrough                         | Zleva Sergej Ryžikov, Robert Kimbrough, Andrej Borisenko, Kate Rubinsová, Anatolij Ivanišin a Takuja Óniši              | 19. října 2016 08:05 UTC         | Sojuz MS-02                  | přešli do Expedice 50                                                                                            | přešli do Expedice 50                                                                                            | přešli do Expedice 50                                                                                            |
| Expedice 50 30. října 2016 – 10. dubna 2017 |                                                                          | |                                  |                              | | | |
| Emblém expedice 50 | Robert Kimbrough Sergej Ryžikov Andrej Borisenko                         | Zleva Andrej Borisenko, Robert Kimbrough, Sergej Ryžikov, Thomas Pesquet, Peggy Whitsonová a Oleg Novickij              | přešli z Expedice 49             | přešli z Expedice 49         | 10. duben 2017 11:20 UTC                                                                                         | Sojuz MS-02 | 173 dní, 3 hodiny a 16 minut                                                                                     |
| Emblém expedice 50 | Oleg Novickij Thomas Pesquet Peggy Whitsonová                            | Zleva Andrej Borisenko, Robert Kimbrough, Sergej Ryžikov, Thomas Pesquet, Peggy Whitsonová a Oleg Novickij              | 17. listopadu 2016 20:17 UTC     | Sojuz MS-03                  | přešli do Expedice 51                                                                                            | přešli do Expedice 51                                                                                            | přešli do Expedice 51                                                                                            |
| Expedice 51 10. dubna – 2. června 2017 |                                                                          | |                                  |                              | | | |
| Emblém expedice 51 | Peggy Whitsonová                                                         | Zleva Jack Fischer, Fjodor Jurčichin, Thomas Pesquet, Peggy Whitsonová a Oleg Novickij                                  | přešli z Expedice 50             | přešli z Expedice 50         | přešla do Expedice 52                                                                                            | přešla do Expedice 52                                                                                            | přešla do Expedice 52                                                                                            |
| Emblém expedice 51 | Oleg Novickij Thomas Pesquet                                             | Zleva Jack Fischer, Fjodor Jurčichin, Thomas Pesquet, Peggy Whitsonová a Oleg Novickij                                  | přešli z Expedice 50             | přešli z Expedice 50         | 2. června 2017 14:10 UTC                                                                                         | Sojuz MS-03 | 196 dní, 17 hodin a 49 minut                                                                                     |
| Emblém expedice 51 | Fjodor Jurčichin Jack Fischer                                            | Zleva Jack Fischer, Fjodor Jurčichin, Thomas Pesquet, Peggy Whitsonová a Oleg Novickij                                  | 20. dubna 2017 13:18 UTC         | Sojuz MS-04                  | přešli do Expedice 52                                                                                            | přešli do Expedice 52                                                                                            | přešli do Expedice 52                                                                                            |
| Expedice 52 2. června – 2. září 2017 |                                                                          | |                                  |                              | | | |
| Emblém expedice 52 | Fjodor Jurčichin Jack Fischer                                            | Zleva Jack Fischer, Fjodor Jurčichin, Paolo Nespoli, Randolph Bresnik a Sergej Rjazanskij                               | přešli z Expedice 51             | přešli z Expedice 51         | 3. září 2017 01:22 UTC                                                                                           | Sojuz MS-04 | 135 dní, 18 hodin a 8 minut                                                                                      |
| Emblém expedice 52 | Peggy Whitsonová                                                         | Zleva Jack Fischer, Fjodor Jurčichin, Paolo Nespoli, Randolph Bresnik a Sergej Rjazanskij                               | přešli z Expedice 51             | přešli z Expedice 51         | 3. září 2017 01:22 UTC                                                                                           | Sojuz MS-04 | 289 dní, 5 hodin a 2 minuty                                                                                      |
| Emblém expedice 52 | Sergej Rjazanskij Randolph Bresnik Paolo Nespoli                         | Zleva Jack Fischer, Fjodor Jurčichin, Paolo Nespoli, Randolph Bresnik a Sergej Rjazanskij                               | 28. července 2017 15:41 UTC      | Sojuz MS-05                  | přešli do Expedice 53                                                                                            | přešli do Expedice 53                                                                                            | přešli do Expedice 53                                                                                            |
| Expedice 53 2. září – 14. prosince 2017 |                                                                          | |                                  |                              | | | |
| Emblém expedice 53 | Randolph Bresnik Sergej Rjazanskij Paolo Nespoli                         | Zleva Joseph Acabá, Mark Vande Hei, Alexandr Misurkin, Sergej Rjazanskij, Randolph Bresnik a Paolo Nespoli              | přešli z Expedice 52             | přešli z Expedice 52         | 14. prosince 2017 08:38 UTC                                                                                      | Sojuz MS-05 | 138 dní, 16 hodin a 57 minut                                                                                     |
| Emblém expedice 53 | Alexandr Misurkin Mark Vande Hei Joseph Acabá                            | Zleva Joseph Acabá, Mark Vande Hei, Alexandr Misurkin, Sergej Rjazanskij, Randolph Bresnik a Paolo Nespoli              | 12. září 2017 21:17 UTC          | Sojuz MS-06                  | přešli do Expedice 54                                                                                            | přešli do Expedice 54                                                                                            | přešli do Expedice 54                                                                                            |
| Expedice 54 14. prosince 2017 – 27. února 2018 |                                                                          | |                                  |                              | | | |
| Emblém expedice 54 | Alexandr Misurkin Mark Vande Hei Joseph Acabá                            | Zleva Joseph Acabá, Mark Vande Hei, Alexandr Misurkin, Anton Škaplerov, Scott Tingle a Norišige Kanai                   | přešli z Expedice 53             | přešli z Expedice 53         | 28. února 2018 02:31 UTC                                                                                         | Sojuz MS-06 | 168 dní, 5 hodin a 14 minut                                                                                      |
| Emblém expedice 54 | Anton Škaplerov Scott Tingle Norišige Kanai                              | Zleva Joseph Acabá, Mark Vande Hei, Alexandr Misurkin, Anton Škaplerov, Scott Tingle a Norišige Kanai                   | 17. prosince 2017 07:21 UTC      | Sojuz MS-07                  | přešli do Expedice 55                                                                                            | přešli do Expedice 55                                                                                            | přešli do Expedice 55                                                                                            |
| Expedice 55 27. února – 3. června 2018 |                                                                          | |                                  |                              | | | |
| Emblém expedice 55 | Anton Škaplerov Scott Tingle Norišige Kanai                              | Zleva sedící Scott Tingle, Anton Škaplerov, Norišige Kanai, stojící Richard Arnold, Andrew Feustel a Oleg Artěmjev      | přešli z Expedice 54             | přešli z Expedice 54         | 3. června 2018 12:39 UTC                                                                                         | Sojuz MS-07 | 168 dní, 5 hodin a 19 minut                                                                                      |
| Emblém expedice 55 | Oleg Artěmjev Andrew Feustel Richard Arnold                              | Zleva sedící Scott Tingle, Anton Škaplerov, Norišige Kanai, stojící Richard Arnold, Andrew Feustel a Oleg Artěmjev      | 21. března 2018 17:44 UTC        | Sojuz MS-08                  | přešli do Expedice 56                                                                                            | přešli do Expedice 56                                                                                            | přešli do Expedice 56                                                                                            |
| Expedice 56 3. června – 4. října 2018 |                                                                          | |                                  |                              | | | |
| Emblém expedice 56 | Andrew Feustel Oleg Artěmjev Richard Arnold                              | Zleva Oleg Artěmjev, Andrew Feustel, Richard Arnold, Sergej Prokopjev, Alexander Gerst a Serena Auñónová                | přešli z Expedice 55             | přešli z Expedice 55         | 4. října 2018 11:45 UTC                                                                                          | Sojuz MS-08 | 196 dní, 18 hodin a 0 minut                                                                                      |
| Emblém expedice 56 | Sergej Prokopjev Alexander Gerst Serena Auñón-Chancellorová              | Zleva Oleg Artěmjev, Andrew Feustel, Richard Arnold, Sergej Prokopjev, Alexander Gerst a Serena Auñónová                | 6. června 2018                   | Sojuz MS-09                  | přešli do Expedice 57                                                                                            | přešli do Expedice 57                                                                                            | přešli do Expedice 57                                                                                            |
| Expedice 57 4. října – 20. prosince 2018 |                                                                          | |                                  |                              | | | |
| Emblém expedice 57 | Alexander Gerst Sergej Prokopjev Serena Auñón-Chancellorová              | Zleva Serena Auñónová, Alexander Gerst a Sergej Prokopjev · Zleva Anne McClainová, Oleg Kononěnko a David Saint-Jacques | přešli z Expedice 56             | přešli z Expedice 56         | 20. prosince 2018 05:02 UTC                                                                                      | Sojuz MS-09 | 196 dní, 17 hodin a 49 minut                                                                                     |
| Emblém expedice 57 | Alexej Ovčinin Nick Hague                                                | Zleva Serena Auñónová, Alexander Gerst a Sergej Prokopjev · Zleva Anne McClainová, Oleg Kononěnko a David Saint-Jacques | 11. října 2018                   | Sojuz MS-10                  | Během startu Ovčinina a Hagueho nosná raketa havarovala, kosmická loď Sojuz MS-10 s kosmonauty nouzově přistála. | Během startu Ovčinina a Hagueho nosná raketa havarovala, kosmická loď Sojuz MS-10 s kosmonauty nouzově přistála. | Během startu Ovčinina a Hagueho nosná raketa havarovala, kosmická loď Sojuz MS-10 s kosmonauty nouzově přistála. |
| Emblém expedice 57 | Oleg Kononěnko David Saint-Jacques Anne McClainová                       | Zleva Serena Auñónová, Alexander Gerst a Sergej Prokopjev · Zleva Anne McClainová, Oleg Kononěnko a David Saint-Jacques | 3. prosince 2018 11:32 UTC       | Sojuz MS-11                  | přešli do Expedice 58                                                                                            | přešli do Expedice 58                                                                                            | přešli do Expedice 58                                                                                            |
| Expedice 58 20. prosince 2018 – 15. dubna 2019 |                                                                          | |                                  |                              | | | |
| Emblém expedice 58 | Oleg Kononěnko David Saint-Jacques Anne McClainová                       | Zleva Anne McClainová, Oleg Kononěnko a David Saint-Jacques                                                             | přešli z Expedice 57             | přešli z Expedice 57         | přešli do Expedice 59                                                                                            | přešli do Expedice 59                                                                                            | přešli do Expedice 59                                                                                            |
| Expedice 59 15. dubna – 24. června 2019 |                                                                          | |                                  |                              | | | |
| Emblém expedice 59 | Oleg Kononěnko David Saint-Jacques Anne McClainová                       | Zleva Saint-Jacques, McClainová, Kononěnko, Ovčinin, Hague a Kochová                                                    | přešli z Expedice 58             | přešli z Expedice 58         | 25. června 2019 02:48 UTC                                                                                        | Sojuz MS-11 | 203 dní, 15 hodin a 16 minut                                                                                     |
| Emblém expedice 59 | Alexej Ovčinin Nick Hague Christina Kochová                              | Zleva Saint-Jacques, McClainová, Kononěnko, Ovčinin, Hague a Kochová                                                    | 14. března 2019 19:14 UTC        | Sojuz MS-12                  | přešli do Expedice 60                                                                                            | přešli do Expedice 60                                                                                            | přešli do Expedice 60                                                                                            |
| Expedice 60 24. června – 3. října 2019 |                                                                          | |                                  |                              | | | |
| Emblém expedice 60 | Alexej Ovčinin Nick Hague                                                | Po směru hodinových ručiček počínaje vpravo nahoře: Hague, Parmitano, Skvorcov, Morgan, Kochová a Ovčinin               | přešli z Expedice 59             | přešli z Expedice 59         | 3. října 2019 11:00 UTC                                                                                          | Sojuz MS-12 | 202 dní, 15 hodin a 45 minut                                                                                     |
| Emblém expedice 60 | Christina Kochová                                                        | Po směru hodinových ručiček počínaje vpravo nahoře: Hague, Parmitano, Skvorcov, Morgan, Kochová a Ovčinin               | přešli z Expedice 59             | přešli z Expedice 59         | přešli do Expedice 61                                                                                            | přešli do Expedice 61                                                                                            | přešli do Expedice 61                                                                                            |
| Emblém expedice 60 | Alexandr Skvorcov Luca Parmitano Andrew Morgan                           | Po směru hodinových ručiček počínaje vpravo nahoře: Hague, Parmitano, Skvorcov, Morgan, Kochová a Ovčinin               | 20. července 2019 16:28 UTC      | Sojuz MS-13                  | přešli do Expedice 61                                                                                            | přešli do Expedice 61                                                                                            | přešli do Expedice 61                                                                                            |
| Expedice 61 3. října 2019 – 6. února 2020 |                                                                          | |                                  |                              | | | |
| Emblém expedice 61 | Christina Kochová                                                        | Zleva Morgan, Skvorcov, Parmitano, Skripočka, Meirová a Kochová                                                         | přešli z Expedice 60             | přešli z Expedice 60         | 6. února 2020 09:13 UTC                                                                                          | Sojuz MS-13 | 328 dní, 13 hodin a 59 minut                                                                                     |
| Emblém expedice 61 | Luca Parmitano Alexandr Skvorcov                                         | Zleva Morgan, Skvorcov, Parmitano, Skripočka, Meirová a Kochová                                                         | přešli z Expedice 60             | přešli z Expedice 60         | 6. února 2020 09:13 UTC                                                                                          | Sojuz MS-13 | 200 dní, 16 hodin a 44 minut                                                                                     |
| Emblém expedice 61 | Andrew Morgan                                                            | Zleva Morgan, Skvorcov, Parmitano, Skripočka, Meirová a Kochová                                                         | přešli z Expedice 60             | přešli z Expedice 60         | přešli do Expedice 62                                                                                            | přešli do Expedice 62                                                                                            | přešli do Expedice 62                                                                                            |
| Emblém expedice 61 | Oleg Skripočka Jessica Meirová                                           | Zleva Morgan, Skvorcov, Parmitano, Skripočka, Meirová a Kochová                                                         | 25. září 2019 13:57 UTC          | Sojuz MS-15                  | přešli do Expedice 62                                                                                            | přešli do Expedice 62                                                                                            | přešli do Expedice 62                                                                                            |
| Expedice 62 6. února – 17. dubna 2020 |                                                                          | |                                  |                              | | | |
| Emblém expedice 62 | Oleg Skripočka Andrew Morgan Jessica Meirová                             | Morgan, Skripočka, Meirová (zleva)                                                                                      | přešli z Expedice 61             | přešli z Expedice 61         | 17. dubna 2020 05:16 UTC                                                                                         | Sojuz MS-15 | 204 dní, 15 hodin a 19 minut                                                                                     |
| Emblém expedice 62 | Anatolij Ivanišin Ivan Vagner Christopher Cassidy                        | Morgan, Skripočka, Meirová (zleva)                                                                                      | 9. dubna 2020 08:05 UTC          | Sojuz MS-16                  | přešli do Expedice 63                                                                                            | přešli do Expedice 63                                                                                            | přešli do Expedice 63                                                                                            |
| Expedice 63 17. dubna – 21. října 2020 |                                                                          | |                                  |                              | | | |
| Emblém expedice 63 | Christopher Cassidy Anatolij Ivanšin Ivan Vagner                         | Ivanišin, Cassidy, Vagner (horní řada zleva), Hurley, Behnken (dolní řada zleva)                                        | přešli z Expedice 62             | přešli z Expedice 62         | 22. října 2020 02:54 UTC                                                                                         | Sojuz MS-16 | 195 dní, 18 hodin a 49 minut                                                                                     |
| Emblém expedice 63 | Douglas Hurley Robert Behnken                                            | Ivanišin, Cassidy, Vagner (horní řada zleva), Hurley, Behnken (dolní řada zleva)                                        | 30. května 2020 19:22 UTC        | Crew Dragon Demo 2           | 2. srpna 2020 18:48 UTC                                                                                          | Crew Dragon Demo 2                                                                                               | 63 dní, 23 hodin a 25 minut                                                                                      |
| Emblém expedice 63 | Sergej Ryžikov Sergej Kuď-Sverčkov Kathleen Rubinsová                    | Ivanišin, Cassidy, Vagner (horní řada zleva), Hurley, Behnken (dolní řada zleva)                                        | 14. října 2020                   | Sojuz MS-17                  | přešli do Expedice 64                                                                                            | přešli do Expedice 64                                                                                            | přešli do Expedice 64                                                                                            |
| Expedice 64 21. října 2020 – 17. dubna 2021 |                                                                          | |                                  |                              | | | |
| Emblém expedice 64 | Sergej Ryžikov Sergej Kuď-Sverčkov Kathleen Rubinsová                    | Rubinsová, Glover, Noguči, Ryžikov, Hopkins, Walkerová, Kuď-Sverčkov (zleva)                                            | přešli z Expedice 63             | přešli z Expedice 63         | 17. dubna 2021 04:55 UTC                                                                                         | Sojuz MS-17 | 184 dní, 23 hodin a 10 minut                                                                                     |
| Emblém expedice 64 | Michael Hopkins Victor Glover Shannon Walkerová Sóiči Noguči             | Rubinsová, Glover, Noguči, Ryžikov, Hopkins, Walkerová, Kuď-Sverčkov (zleva)                                            | 16. listopadu 2020, 00:27:17 UTC | SpaceX Crew-1                | přešli do Expedice 65                                                                                            | přešli do Expedice 65                                                                                            | přešli do Expedice 65                                                                                            |
| Emblém expedice 64 | Oleg Novickij Pjotr Dubrov Mark Vande Hei                                | Rubinsová, Glover, Noguči, Ryžikov, Hopkins, Walkerová, Kuď-Sverčkov (zleva)                                            | 9. dubna 2021, 07:42:41 UTC      | Sojuz MS-18                  | přešli do Expedice 65                                                                                            | přešli do Expedice 65                                                                                            | přešli do Expedice 65                                                                                            |
| Expedice 65 17. dubna 2021 – 17. října 2021 |                                                                          | |                                  |                              | | | |
| | Shannon Walkerová Michael Hopkins Victor Glover Sóiči Noguči             | Dubrov, Kimbrough, McArthurová, Pesquet, Hošide, Novickij, Vande Hei (zleva)                                            | přešli z Expedice 64             | přešli z Expedice 64         | 2. května 2021 06:56:33 UTC                                                                                      | SpaceX Crew-1 | 167 dní, 6 hodin a 29 minut                                                                                      |
| Oleg Novickij | 17. října 2021 04:35:44 UTC                                              | Dubrov, Kimbrough, McArthurová, Pesquet, Hošide, Novickij, Vande Hei (zleva)                                            | přešli z Expedice 64             | přešli z Expedice 64         | Sojuz MS-18 | 190 dní, 20 hodin a 53 minut                                                                                     | |
| Pjotr Dubrov Mark Vande Hei | přešli do Expedice 66                                                    | přešli do Expedice 66                                                                                                   | přešli do Expedice 66            | přešli z Expedice 64         | | | |
| Robert Kimbrough Katherine McArthurová Akihiko Hošide Thomas Pesquet                                                                                   | přešli do Expedice 66                                                    | přešli do Expedice 66                                                                                                   | přešli do Expedice 66            | 23. dubna 2021 09:49:02 UTC  | SpaceX Crew-2 | | |
| Anton Škaplerov | přešli do Expedice 66                                                    | přešli do Expedice 66                                                                                                   | přešli do Expedice 66            | 5. října 2021 08:55:02 UTC   | Sojuz MS-19 | | |
| Expedice 66 17. října 2021 – 30. března 2022 |                                                                          | |                                  |                              | | | |
| | Robert Kimbrough Katherine McArthurová Akihiko Hošide Thomas Pesquet     | Chari, Marshburn, Maurer, Škaplerov, Dubrov, Barronová, Vande Hei (zleva)                                               | přešli z Expedice 65             | přešli z Expedice 65         | 9. listopadu 2021 03:33:16 UTC                                                                                   | SpaceX Crew-2 | 199 dní, 17 hodin, 44 minut                                                                                      |
| Anton Škaplerov Pjotr Dubrov Mark Vande Hei | 30. března 2022 11:28:04 UTC                                             | Chari, Marshburn, Maurer, Škaplerov, Dubrov, Barronová, Vande Hei (zleva)                                               | přešli z Expedice 65             | přešli z Expedice 65         | Sojuz MS-19 | 176 dní, 2 hodiny, 33 minut                                                                                      | |
| Raja Chari Thomas Marshburn Matthias Maurer Kayla Barronová                                                                                            | 11. listopadu 2021 02:03:31 UTC                                          | Chari, Marshburn, Maurer, Škaplerov, Dubrov, Barronová, Vande Hei (zleva)                                               | SpaceX Crew-3                    | přešli do Expedice 67        | přešli do Expedice 67                                                                                            | přešli do Expedice 67                                                                                            | |
| Oleg Artěmjev Denis Matvějev Sergej Korsakov | 18. března 2022 15:55:18 UTC                                             | Chari, Marshburn, Maurer, Škaplerov, Dubrov, Barronová, Vande Hei (zleva)                                               | Sojuz MS-21                      | přešli do Expedice 67        | přešli do Expedice 67                                                                                            | přešli do Expedice 67                                                                                            | |
| Expedice 67 30. března 2022 – 29. září 2022 |                                                                          | |                                  |                              | | | |
| | Raja Chari Thomas Marshburn Matthias Maurer Kayla Barronová              | Hines, Cristoforettiová, Matvějev, Artěmjev, Korsakov, Watkinsová, Lindgren (zleva)                                     | přešli z Expedice 66             | přešli z Expedice 66         | 6. května 2022 04:43 UTC                                                                                         | SpaceX Crew-3 | 176 dní, 2 hodiny, 39 minut                                                                                      |
| Oleg Artěmjev Denis Matvějev Sergej Korsakov | 29. září 2022 10:57:11 UTC                                               | Hines, Cristoforettiová, Matvějev, Artěmjev, Korsakov, Watkinsová, Lindgren (zleva)                                     | přešli z Expedice 66             | přešli z Expedice 66         | Sojuz MS-21 | 194 dní, 19 hodin, 2 minuty                                                                                      | |
| Kjell Lindgren Robert Hines Samantha Cristoforettiová Jessica Watkinsová                                                                               | 27. dubna 2022 07:52:55 UTC                                              | Hines, Cristoforettiová, Matvějev, Artěmjev, Korsakov, Watkinsová, Lindgren (zleva)                                     | SpaceX Crew-4                    | přešli do Expedice 68        | přešli do Expedice 68                                                                                            | přešli do Expedice 68                                                                                            | |
| Sergej Prokopjev Dmitrij Petělin Francisco Rubio | 21. září 2022 13:54:50 UTC                                               | Hines, Cristoforettiová, Matvějev, Artěmjev, Korsakov, Watkinsová, Lindgren (zleva)                                     | Sojuz MS-22                      | přešli do Expedice 68        | přešli do Expedice 68                                                                                            | přešli do Expedice 68                                                                                            | |
| Expedice 68 29. září 2022 – 28. března 2023 |                                                                          | |                                  |                              | | | |
| | Kjell Lindgren Robert Hines Samantha Cristoforettiová Jessica Watkinsová | Rubio, Cassada, Wakata, Mannová, Kikinová, Petelin, Prokopjev (zleva)                                                   | přešli z Expedice 67             | přešli z Expedice 67         | 14. října 2022 20:55:03 UTC                                                                                      | SpaceX Crew-4 | 170 dní, 13 hodin, 2 minuty                                                                                      |
| Sergej Prokopjev Dmitrij Petělin Francisco Rubio | přešli do Expedice 69                                                    | přešli do Expedice 69                                                                                                   | přešli do Expedice 69            | přešli z Expedice 67         | | | |
| Nicole Mannová Josh Cassada Kóiči Wakata Anna Kikinová                                                                                                 | 5. října 2023 16:00:57                                                   | Rubio, Cassada, Wakata, Mannová, Kikinová, Petelin, Prokopjev (zleva)                                                   | SpaceX Crew-5                    | 12. března 2023 02:02 UTC    | SpaceX Crew-5 | 157 dní, 10 hodin, 1 minuta                                                                                      | |
| Stephen Bowen Warren Hoburg Sultán an-Nejádí Andrej Feďajev                                                                                            | 2. března 2023 05:34:14 UTC                                              | Rubio, Cassada, Wakata, Mannová, Kikinová, Petelin, Prokopjev (zleva)                                                   | SpaceX Crew-6                    | přešli do Expedice 69        | přešli do Expedice 69                                                                                            | přešli do Expedice 69                                                                                            | |
| Expedice 69 28. března 2023 – 27. září 2023 |                                                                          | |                                  |                              | | | |
| | Stephen Bowen Warren Hoburg Sultán an-Nejádí Andrej Feďajev              | Rubio, Petělin, al-Nejadí, Hoburg, Bowen, Feďajev, Prokopjev (zleva)                                                    | přešli z Expedice 68             | přešli z Expedice 68         | 4. září 2023 04:17 UTC                                                                                           | SpaceX Crew-6 | 185 dní, 22 hodin, 43 minut                                                                                      |
| Sergej Prokopjev Dmitrij Petělin Francisco Rubio | 27. září 2023 11:17 UTC                                                  | Rubio, Petělin, al-Nejadí, Hoburg, Bowen, Feďajev, Prokopjev (zleva)                                                    | přešli z Expedice 68             | přešli z Expedice 68         | Sojuz MS-23 | 215 dní, 10 hodin, 52 minut                                                                                      | |
| Jasmin Moghbeliová Andreas Mogensen Satoši Furukawa Konstantin Borisov                                                                                 | 26. srpna 2023 07:27:27 UTC                                              | Rubio, Petělin, al-Nejadí, Hoburg, Bowen, Feďajev, Prokopjev (zleva)                                                    | SpaceX Crew-7                    | přešli do Expedice 70        | přešli do Expedice 70                                                                                            | přešli do Expedice 70                                                                                            | |
| Oleg Kononěnko Nikolaj Čub Loral O'Harová | 15. září 2023 15:44:35                                                   | Rubio, Petělin, al-Nejadí, Hoburg, Bowen, Feďajev, Prokopjev (zleva)                                                    | Sojuz MS-24                      | přešli do Expedice 70        | přešli do Expedice 70                                                                                            | přešli do Expedice 70                                                                                            | |
| Expedice 70 27. září 2023 – 6. dubna 2024 |                                                                          | |                                  |                              | | | |
| | Jasmin Moghbeliová Andreas Mogensen Satoši Furukawa Konstantin Borisov   | Čub, Borisov, Mogensen, Kononěnko, Moghbeliová, Furukawa, O'Harová (zleva)                                              | přešli z Expedice 69             | přešli z Expedice 69         | 12. března 2024 09:47 UTC                                                                                        | SpaceX Crew-7 | 199 dní, 6 hodin, 20 minut                                                                                       |
| Loral O'Harová | 6. dubna 2024 07:17                                                      | Čub, Borisov, Mogensen, Kononěnko, Moghbeliová, Furukawa, O'Harová (zleva)                                              | přešli z Expedice 69             | přešli z Expedice 69         | Sojuz MS-24 | 203 dní, 15 hodin, 32 minut                                                                                      | |
| Oleg Kononěnko Nikolaj Čub | přešli do Expedice 71                                                    | přešli do Expedice 71                                                                                                   | přešli do Expedice 71            | přešli z Expedice 69         | | | |
| Matthew Dominick Michael Barratt Jeanette Eppsová Alexander Grebjonkin                                                                                 | přešli do Expedice 71                                                    | přešli do Expedice 71                                                                                                   | přešli do Expedice 71            | 4. března 2024 03:53:38 UTC  | SpaceX Crew-8 | | |
| Tracy Caldwellová Dysonová | přešli do Expedice 71                                                    | přešli do Expedice 71                                                                                                   | přešli do Expedice 71            | 23. března 2024 12:36:11 UTC | Sojuz MS-25 | | |
| Expedice 71 6. dubna 2024 – 23. září 2024 |                                                                          | |                                  |                              | | | |
| | Oleg Kononěnko Nikolaj Čub Tracy Caldwellová Dysonová                    | Grebjonkin, Caldwellová Dysonová, Barratt, Čub, Dominick, Kononěnko, Eppsová (zleva)                                    | přešli z Expedice 70             | přešli z Expedice 70         | 23. září 2024 11:59 UTC                                                                                          | Sojuz MS-25 | 183 dní, 23 hodin, 23 minut                                                                                      |
| Matthew Dominick Michael Barratt Jeanette Eppsová Alexandr Grebjonkin                                                                                  | přešli do Expedice 72                                                    | přešli do Expedice 72                                                                                                   | přešli do Expedice 72            | přešli z Expedice 70         | | | |
| Barry Wilmore Sunita Willimsová | přešli do Expedice 72                                                    | přešli do Expedice 72                                                                                                   | přešli do Expedice 72            | 5. června 2024 14:52:15 UTC  | Boeing Crew Flight Test                                                                                          | | |
| Alexej Ovčinin Ivan Vagner Donald Pettit | přešli do Expedice 72                                                    | přešli do Expedice 72                                                                                                   | přešli do Expedice 72            | 11. září 2024 16:23:12 UTC   | Sojuz MS-26 | | |
| Expedice 72 23. září 2024 – 19. dubna 2025 |                                                                          | |                                  |                              | | | |
| | Matthew Dominick Michael Barratt Jeanette Eppsová Alexandr Grebjonkin    | | přešli z Expedice 71             | přešli z Expedice 71         | 25. října 2024 07:29:02 UTC                                                                                      | SpaceX Crew-8 | 225 dní, 3 hodiny, 35 minut                                                                                      |
| Alexej Ovčinin Ivan Vagner Donald Pettit | 19. dubna 2025 01:20:44 UTC                                              | Sojuz MS-26 | přešli z Expedice 71             | přešli z Expedice 71         | 220 dní, 8 hodin, 57 minut                                                                                       | | |
| Barry Wilmore Sunita Willimsová | 18. března 2025 21:57:07 UTC                                             | SpaceX Crew-9 | přešli z Expedice 71             | přešli z Expedice 71         | 171 dní, 4 hodiny, 40 minut                                                                                      | | |
| Nick Hague Alexandr Gorbunov | 18. března 2025 21:57:07 UTC                                             | SpaceX Crew-9 | 28. září 2024 17:17:21 UTC       | SpaceX Crew-9                | 171 dní, 4 hodiny, 40 minut                                                                                      | | |
| Anne McClainová Nichole Ayersová Takuja Óniši Kirill Peskov                                                                                            | 14. března 2025 23:03:48 UTC                                             | SpaceX Crew-10 | přešli do Expedice 73            | přešli do Expedice 73        | přešli do Expedice 73                                                                                            | | |
| Sergej Ryžikov Sergej Mikajev Jonathan Kim | 8. dubna 2025 05:47:15 UTC                                               | Sojuz MS-27 | přešli do Expedice 73            | přešli do Expedice 73        | přešli do Expedice 73                                                                                            | | |
| Emblém | Posádka                                                                  | Fotografie posádky | Datum a čas startu               | Vynášející loď               | Datum a čas přistání                                                                                             | Návratová loď | Doba letu |

### Současná expedice
| Emblém                                                  | Posádka                                                     | Fotografie posádky                                                                | Datum a čas startu   | Vynášející loď         | Datum a čas přistání    | Návratová loď          | Doba letu                   |
| ------------------------------------------------------- | ----------------------------------------------------------- | --------------------------------------------------------------------------------- | -------------------- | ---------------------- | ----------------------- | ---------------------- | --------------------------- |
| Expedice 73 19. dubna 2025 – 9. prosince 2025           |                                                             |                                                                                   |                      |                        |                         |                        |                             |
|                                                         | Anne McClainová Nichole Ayersová Takuja Óniši Kirill Peskov | Expedice 73 (zleva): Peskov, Kim, Ayersová, Ryžikov, McClainová, Zubrickij, Óniši | přešli z Expedice 72 | přešli z Expedice 72   | 9. srpna 2025, 15:33:20 | SpaceX Crew-10         | 147 dní, 16 hodin, 29 minut |
| Sergej Ryžikov Sergej Mikajev Jonathan Kim              | 9. prosince 2025                                            | Expedice 73 (zleva): Peskov, Kim, Ayersová, Ryžikov, McClainová, Zubrickij, Óniši | přešli z Expedice 72 | přešli z Expedice 72   | Sojuz MS-27             | ~245 dní               |                             |
| Zena Cardmanová Michael Fincke Kimija Jui Oleg Platonov | 1. srpna 2025                                               | Expedice 73 (zleva): Peskov, Kim, Ayersová, Ryžikov, McClainová, Zubrickij, Óniši | SpaceX Crew-11       | přejdou do Expedice 74 | přejdou do Expedice 74  | přejdou do Expedice 74 |                             |
| Sergej Kuď-Sverčkov Sergej Mikajev Christopher Williams | 28. listopadu 2025                                          | Expedice 73 (zleva): Peskov, Kim, Ayersová, Ryžikov, McClainová, Zubrickij, Óniši | Sojuz MS-28          | přejdou do Expedice 74 | přejdou do Expedice 74  | přejdou do Expedice 74 |                             |

## Podklady k sestavení seznamu
Není-li uvedeno jinak, byl seznam sestaven v částech Proběhlé expedice a Současná expedice na základě údajů ze stránek MEK. Malá encyklopedie kosmonautiky, článek Mezinárodní kosmická stanice, kapitola Stálé posádky, čas startů a přistání pochází z hesel jednotlivých lodí téže encyklopedie. Údaje byly ověřeny v encyklopedii SPACE 40 a encyklopedii ASTROnote. V části Budoucí expedice byl seznam vytvořen podle encyklopedie ASTROnote se zohledněním „Předběžného plánu expedic na ISS“ zveřejněného Roskosmosem 21. září 2008 a NASA 21. listopadu 2008 aktualizovaného podle oznámení NASA ze 7. října 2009.